# The Mustard Seed (album)
The Mustard Seed is het tweede studioalbum van de Nederlandse popgroep Son Mieux, uitgegeven op 3 december 2021. Van dit album zijn de nummers 1992, Will, Drive, Can't Get Enough, Dancing at the Doors of Heaven en The Mustard Seed uitgebracht als singles.

## Tracklist
1. Will - pt. I - 6:07
2. Will - pt. II - 3:21
3. 1992 - 2:49
4. Drive - 3:29
5. Everything - 2:57
6. Can't Get Enough - 3:14
7. Dancing at the Doors of Heaven - 3:09
8. Trying - 2:50
9. Heavy Water - 3:09
10. The Mustard Seed - 3:59